# Макоев, Ацамаз Владимирович
Ацама́з Влади́мирович Мако́ев (осет. Махъоты Ладемыры фырт Ацӕмӕз, род. 15 февраля 1957, Беслан, Северо-Осетинская АССР) — советский и российский композитор, пианист, дирижёр, музыкально-общественный деятель, педагог. Председатель Правления Союза композиторов Республики Северная Осетия-Алания с 1996 года, секретарь Союза композиторов России с 2006 года. Художественный руководитель и директор Северо-Осетинской государственной филармонии с 2000 года.
Заслуженный деятель искусств РФ (1995). Трижды лауреат Государственной премии РСО Алания им. К. Л. Хетагурова (1992, 2002, 2007). Член Союза композиторов СССР с 1989 года. Лауреат Национальной премии «Яблоко нартов» (2008).
Лауреат премии имени Д.Шостаковича (2022).
Автор 5 симфоний, 2 опер, 3 мюзиклов, 4 концертов, многочисленных произведений вокальной, хоровой, камерной и программной музыки, музыки к кинофильмам и более чем к 50 спектаклям.
Именем Ацамаза Владимировича Макоева названа Детская музыкальная школа города Беслан Правобережного района РСО-Алания. В свою очередь маэстро отметил, что это самая высшая награда в его жизни.

## Биография
Родился 15 февраля 1957 года в г. Беслан Северо-Осетинской АССР.
В 1966—1972 гг. обучался в Музыкальную школе им. П. И. Чайковского г. Орджоникидзе.
В 1972—1976 гг. обучался на фортепианном отделении Орджоникидзевского музыкального училища.
В 1976—1979 гг. обучался в Ленинградской консерватории на фортепианном факультете.
В 1981—1983 гг. — служба в ВС СССР.
В 1984—1988 гг. обучался в Ереванской консерватории на факультете композиции. Окончил в 1988 г.
В 1986—1998 гг. заведующий музыкальной частью Северо-Осетинского государственного академического театра им. В. В. Тхапсаева
В 1989 году принят в Союз композиторов СССР.
С 1996 года председатель Правления Союза композиторов Республики Северная Осетия-Алания.
В 1996 году назначен художественным руководителем Северо-Осетинской государственной филармонии. С 2000 года назначен директором-художественным руководителем.

## Семья
- Мать — Раиса Николаевна Макоева, педагог
- Супруга — Залина Колиева
  - 3 дочери

## Произведения[1]
Оперы
- «Аланы», в двух актах, либретто В. Гутнова, 1990
- «Кики, танцуй!», одноактная, либретто М. Мурадян, 2001

Балеты
- «Парад планет», в двух актах, на либретто И. Иоанисян и А. Кондрашиной, 1987

Мюзиклы
- «Я подарю тебе целый мир», либретто С. Песьякова, 1981
- «Десант в Эльхоре», либретто Ю. Боциева, 1985

Симфонии
- Симфония-концерт № 1 «Хроника года», 1993
- Симфония-реквием № 2 «Кармадон», в 4-х частях, 2002
- Симфония № 3 «Последний сон разума», 2006
- Симфония № 4 «Моя Родина — Беслан», в 3 частях, 2007
- Симфония № 5 «Провинциальная», 2009

Вокально-симфонические
- Кантата «Чьё у памяти лицо…» для детского хора и симфонического оркестра, 1985
- «Ода братству», на стихи Ирины Гуржибековой, 1996

Для оркестра
- Симфоническая поэма, 1985
- Симфоническая поэма «Театр», памяти Соломона Таутиева, 1997
- «Ночная фантазия», памяти Эдварда Грига, 1997
- «Молитва», фантазия для симфонического оркестра, 1998
- "Симфоническая поэма «Мог ли я молчать?», 2012

Хоровые
- «Музыкант — крылатый ветер», для детского хора, 1981
- «Благословенна, вечна будь Земля» поэма для детского хора в 2-х частях, 1981

Концерты
- Концерт для скрипки и фортепиано с оркестром, 1986
- Концерт для фортепиано с оркестром № 1, 1988
- Концерт для фортепиано с оркестром № 2
- Концерт для фортепиано с оркестром № 3, в 4-х частях, 2006

Для фортепиано
- «Полифоническая тетрадь», цикл пьес, 1988
- «Мимолётности», цикл пьес, 1993
- «Музыка сна», цикл пьес, 1996
- «Элегия-ре», 1996

Для голоса
- «Кӕм дӕр ирон лӕппутӕ зарынц», цикл песен на стихи К. Ходова, Ш. Джигкаева, А. Чеджемова, 1978
- 2 романса для голоса и фортепиано на стихи К. Л. Хетагурова, 1981
- "Песни об умерших детях ", цикл песен на стихи Ф. Цаликова, 2007

Музыка к фильмам
- «Переход», режиссёр-постановщик Р. Гаспарянц, 1981
- «И оглянулся путник», режиссёр-постановщик И. Бурнацев, 1985
- «Возвращение Урузмага», режиссёр-постановщик И. Бурнацев, 1986
- «Человек в зелёном кимоно», режиссёры-постановщики Б. Кантемиров, Т. Каргаев, 1990
- «Горец», режиссёр-постановщик М. Джусоев, 1992
- «Думай о вечности», режиссёр-постановщик М. Мерденов, 2006

## Награды
- Заслуженный деятель искусств РФ (1995)
- Заслуженный деятель искусств Республики Северная Осетия-Алания
- Заслуженный деятель искусств Республики Ингушетия (2012)
- Три Государственные премии РСО-Алании им. К. Л. Хетагурова (1992, 2002, 2007)[2]
- Национальная премия «Яблоко нартов» (2008)[3]